# Roland Emmerich
Roland Emmerich (Stuttgart, 10 de noviembre de 1955) es un director, productor y guionista de cine alemán. 
Emmerich es ampliamente conocido por sus películas de ciencia ficción y catástrofes y ha sido llamado un "maestro del desastre" dentro de la industria cinematográfica. Sus películas, la mayoría de las cuales son producciones de Hollywood en idioma inglés, han recaudado más de $ 3 mil millones en todo el mundo, incluidos poco más de $ 1 mil millones en los Estados Unidos, lo que lo convierte en el 17.º director de Hollywood con mayores ingresos de todos los tiempos.
Entre sus mayores éxitos como cineasta están los films Stargate (1994), Independence Day (1996), The Patriot (2000), El día después de mañana (2004) o 2012 (2009).

## Primeros años
Emmerich nació en Stuttgart, Baden-Wurtemberg, Alemania, y creció en el barrio residencial de Sindelfingen. En su juventud, viajó por todas partes de Europa y Norteamérica en vacaciones costeadas por su padre Hans, adinerado fundador de una compañía productora de maquinaria agrícola. Asistió a la Universidad del Cine y la Televisión de Múnich desde 1977 hasta 1981 con la intención de convertirse en diseñador de producción. Pero después de ver La Guerra de las Galaxias, decidió matricularse en un programa de dirección cinematográfica. Tuvo que crear una película corta para su tesis doctoral de 1981: Das Arche Noah Prinzip que escribió y cuyo largometraje dirigió él mismo, y que abrió el Festival Internacional de Cine de Berlín de 1984.
En 1985, fundó Centropolis Film Productions (ahora conocida como Centropolis Entertainment) junto con su hermana la productora Ute Emmerich, y dirigió su mayor película como debutante, un filme de fantasía llamada Joey. Posteriormente dirigió en 1987 la comedia Hollywood Monster y en 1990 una película de ciencia ficción Moon 44. Aunque Emmerich las rodó en inglés para ir en contra de los estilos convencionales alemanes en un intento de atraer un mercado más grande, solo fueron proyectadas en cines de su país de origen y sus países fronterizos. A continuación, esto tuvo como resultado el lanzamiento de Moon 44 directamente en video en los Estados Unidos a principios de 1990. Finalmente Joey y Hollywood-Monster (esta última bajo el título Ghost Chase) también se lanzaron en video en los EE. UU. (al igual que Making Contact) una vez que Emmerich adquirió más importancia en aquel país.

## Director en Hollywood

### Década de 1990

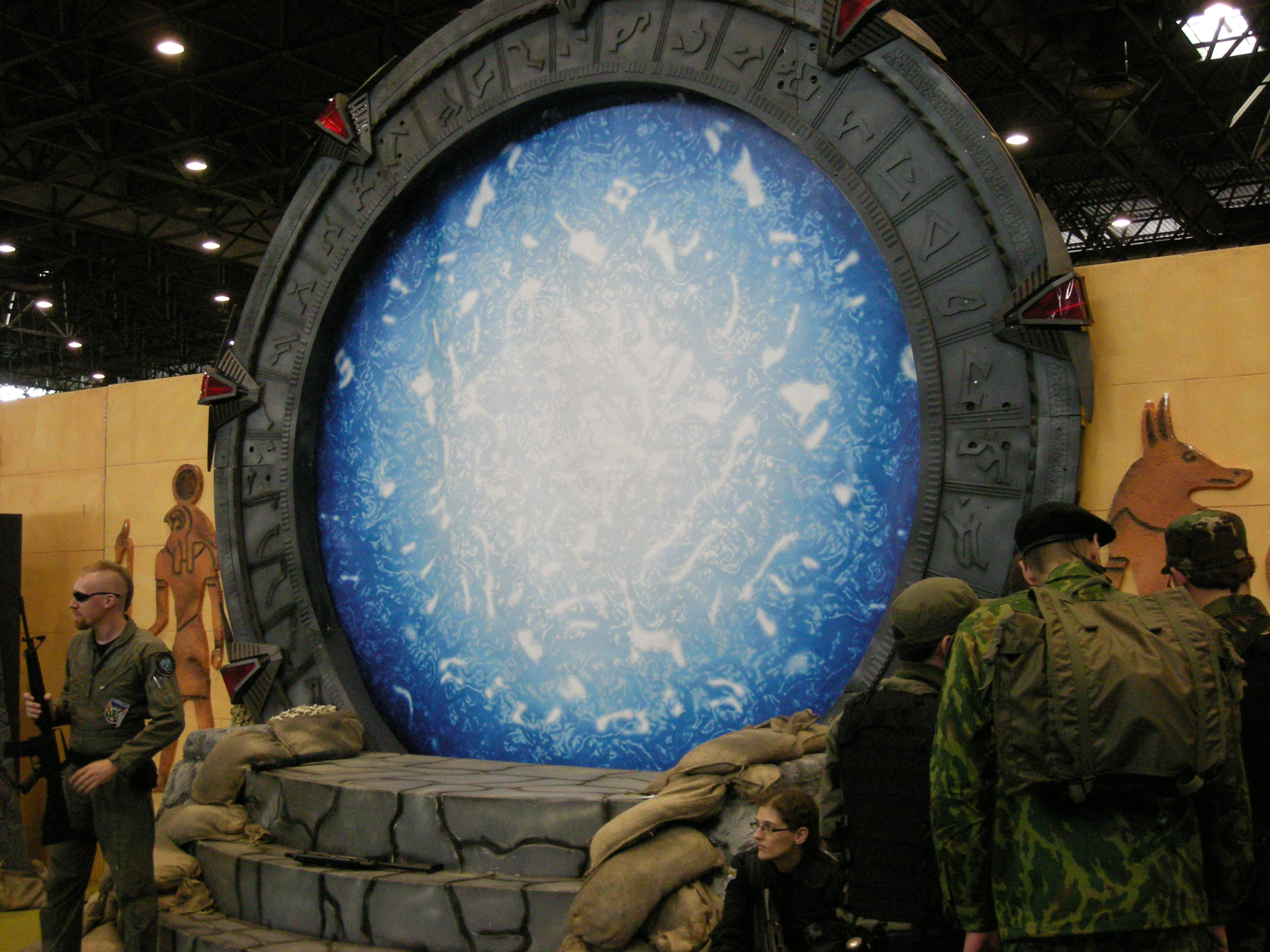
Reproducción del Stargate con la apariencia que muestra cuando esta activado. Fue la primera película en tener una página web, en la que aparecían fotografías, tráileres y un breve detrás de las cámaras.

El productor Mario Kassar invitó a Emmerich a los Estados Unidos para dirigir una película futurista de acción titulada  Isobar. Dean Devlin, quien apareció en Moon 44, pronto se unió a Emmerich como socio de producción y guion, ejerciendo este papel hasta el 2000. Posteriormente Emmerich rechazó esta oferta después de que los productores no aceptaran el nuevo guion escrito por Devlin, y el proyecto Isobar fue al final descartado. En cambio, Emmerich fue contratado para reemplazar al director Andrew Davis para la película de acción Soldado Universal. Esta película se estrenó en 1992, y le siguieron dos secuelas directamente para video: una para ser proyectada en cines y otra secuela que se estrenó en 2010.
Después, en 1994, Emmerich y Devlin tomaron las riendas de la película de ciencia ficción Stargate. En esa época estableció un récord como el estreno más taquillero en un fin de semana para una película lanzada en el mes de octubre. Llegó a ser comercialmente más exitosa de lo que la industria del cine había previsto y produjo una franquicia mediática muy popular.
A continuación Emmerich y Deavlin hicieron Independence Day, sobre una invasión alienígena, estrenada en 1996, que llegó a ser el primer filme en recaudar 100 millones de dólares en menos de una semana y continuó siendo, económicamente hablando, una de las más exitosas de todos los tiempos, hasta tal punto que ha sido la segunda película más taquillera del mundo. Entonces la dupla crearon la serie de televisión The Visitor, transmitida en la FOX desde 1997 hasta 1998, siendo cancelada después de la primera temporada.
Su siguiente película, Godzilla, se estrenó en 1998, y contó con un extenso despliegue publicitario. Sin embargo, aunque la película fue un éxito de taquilla, no llegó a conocer el éxito pronosticado, y fue rechazada por gran parte de la crítica.

### A partir del 2000
Después de separarse de su compañero Dean Devlin y tomarse un pequeño descanso de ciencia ficción, Emmerich dirigió la superproducción sobre Guerra de Independencia de los Estados Unidos, El patriota. Fue la segunda película (la primera, Soldado Universal) en la que Emmerich no había contribuido al guion; este rol lo ocupó Robert Rodat. En general la película recibió una respuesta comercial y críticas favorables, y ha sido trabajo mejor acogido hasta la fecha. Después de asociarse con su nuevo compañero de guion Harald Kloser, Emmerich volvió una vez más a dirigir otro éxito de taquilla en el 2004, una aventura cargada de efectos visuales, The Day After Tomorrow, otra película de desastre sobre una venidera Glaciación como la consecuencia del calentamiento global. Poco después, fundó Reelmachine, otra compañía de producción cinematográfica con base en Alemania.
En el 2008, Emmerich dirigió 10 000 a. C., una película sobre los viajes de una tribu prehistórica de cazadores de mamuts. Fue un total éxito de taquilla, pero fue considerada por la crítica como una de las peores películas del año. Después fue elegido para dirigir una nueva versión de la película de ciencia ficción de 1966 Fantastic Voyage, pero al final el proyecto se quedó estancado. La película 2012, de desastre apocalíptico inspirado en la antigua teoría maya que vaticinaba el fin del mundo para el 21 de diciembre de 2012. Emmerich suele acabar la producción de una película a gran escala tanto en un marco de tiempo más corto como con un presupuesto más bajo al que normalmente necesitan otros directores.

### Años 2010
En 2011 dirige Anonymous, que cuenta el caso de Edward de Vere, 17.º Conde de Oxford, como el verdadero autor de las obras de teatro y sonetos normalmente atribuidos a William Shakespeare.
En 2013, se estrena la película llamada White House Down, respecto a un ataque paramilitar a la Casa Blanca y conspiración en contra del presidente de Estados Unidos de América.
En 2015, dirige la película biográfica Stonewall, sobre los acontecimientos de los disturbios de Stonewall en 1969 y que sería la base para los movimientos del colectivo LGBT. La cinta fue crítica por falta de veracidad y por omitir a personajes importantes como Marsha P. Johnson. 
En 2019 dirige otro drama épico y de guerra Midway, sobre la batalla homónima en el océano pacífico. Aunque recibió críticas negativas por ciertos fallos históricos, la película fue un éxito de taquilla.

### Años 2020
En 2022 dirigió la cinta Moonfall. La película es una coproducción entre Estados Unidos, Alemania y China. Pertenece la género space opera y ciencia ficción apocalíptica. Fue protagonizada por Halle Berry, Patrick Wilson y John Bradley. La película se rodó en Montreal (Canadá) con un presupuesto de 140 millones de dólares, lo que la convierte en una de las películas de producción independiente más caras de todos los tiempos.
La película fue estrenada el 4 de febrero de 2022. y también estrenó a través de Prime Video y HBO Max el 13 de mayo.
Moonfall recibió reseñas mixtas a negativas de parte de la crítica y de la audiencia.
En 2024, Emmerich codirige la serie Those About to Die, junto con el cineasta alemán Marco Kreuzpaintner. La serie fue creada y producida por Robert Rodat, guionista de The  Patriot. Está compuesta por diez episodios y es protagonizada por Anthony Hopkins. Su estreno se produjo el 18 de julio del mismo año a través de la plataforma Peacock. La serie ha tenido un relativo éxito.

## La crítica
Es una opinión general entre los críticos que las películas de Emmerich confían en exceso en los efectos visuales, y padecen del cliché del diálogo, de la pobre y formulaica narración, de imprecisiones científicas y anacronismos, del desarrollo ilógico del argumento, de la falta de profundidad en sus personajes y la mayoría de sus producciones parten de teorías de la conspiración. Emmerich sostiene que no se desanima por críticas tan negativas, y que se propone ofrecer entretenimiento agradable para el público "de la gran pantalla". Afirmando que es "un director, no un científico", crea su propia ficción basada en la ciencia o las historias reales para que el mensaje que lanza sea "más emocionante".
Como respuesta a las acusaciones de falta de sensibilidad por incluir escenas de Nueva York destruida en The Day After Tomorrow, menos de tres años después de los atentados del 11 de septiembre de 2001, Emmerich alega que era necesario representar el evento como medio para exhibir la creciente unidad que ahora la gente tiene a la hora de afrontar un desastre, gracias al 11S. Al ser acusado de recrear muy a menudo escenas de ciudades sometidas a desastres a gran escala, Emmerich dijo que es un camino justificado para incrementar la concienciación tanto sobre el calentamiento global, y la falta de un plan de preparación del gobierno para las posibles circunstancias más catastróficas en cuanto a The Day After Tomorrow y 2012, respectivamente.
Reconociendo los errores que le dijeron con Godzilla, Emmerich admitió arrepentirse de haber estado de acuerdo en dirigirla. Sostuvo que su falta de interés en las anteriores películas de Godzilla, el corto plazo en que prometió terminar el filme, y la negativa de su estudio a proyectarla para probar al público, fueron todos los factores que pudieron afectar negativamente a la calidad del producto final, y mencionó la antigua razón por la que no aceptó la oferta de dirigir Spider-man, como cuando no pudo imaginarse entusiasmado por el proyecto porque nunca le fascinaron los comic books (cuadernos de historietas) ni los superhéroes. A pesar todo, Emmerich todavía defiende su Godzilla apuntando que la película fue muy rentable y afirmando que, de todas sus películas, todos le dicen que Godzilla es la que ellos y sus hijos han visto más veces.

## Vida privada y causas

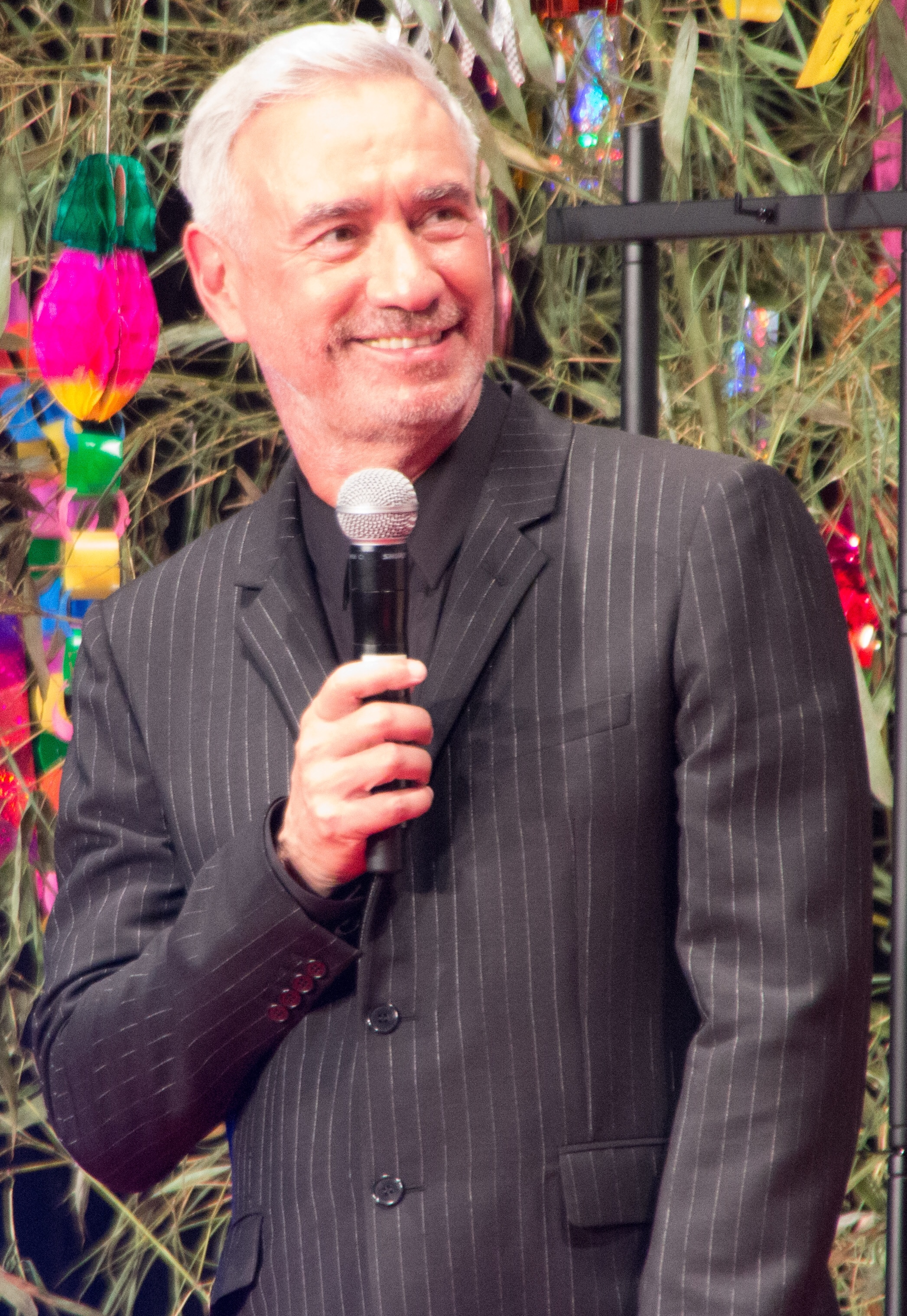
Roland Emmerich en Japón, durante la premiere de Independence Day: Resurgence (2016).

Emmerich posee casas en Los Ángeles, Manhattan, Londres y Stuttgart. Y le gusta decorarlas a un estilo, descrito por el mismo como "estrafalario", adornarlas con extraños objetos de interés hollywoodiense, murales y retratos de dictadores y figuras del comunismo, y reliquias de la Segunda Guerra Mundial.
La extensa colección de obras de arte de Emmerich incluye una pintura de Jesucristo en su crucifixión vestido con una camiseta al estilo de Katharine Hamnett, grabados de Lady Di, obras de Alison Jackson haciendo gestos obscenos y en posturas sexuales, una escultura en cera del Papa Juan Pablo II riéndose mientras lee su propia nota necrológica, y una imagen retocada con Photoshop del presidente iraní Mahmud Ahmadineyad en una postura homoerótica. Emmerich, que es abiertamente gay y un liberal activo, afirma que tales adornos no son la declaración de ninguna creencia, sino más bien reflexiones de su "predilección por el arte con fines políticos".
Emmerich ha declarado que presenció el racismo cuando los productores y los ejecutivos del estudio se opusieron a dejarle seleccionar a Will Smith para protagonizar Independence Day, y a permitirle mostrar una pareja interracial en The Day After Tomorrow. También ha declarado que se tropezó con la homofobia por parte de los mismos grupos, y que se hace oír en su oposición ante tal comportamiento. Ha expuesto que a veces "no le gusta trabajar en la industria cinematográfica", describiéndola como un "negocio a veces muy frío y cruel", pero la motivación que le hace dirigir es que realmente "le gusta crear películas".
En el 2006, prometió 150.000 dólares para el Legacy Project, una campaña dedicada a la preservación del cine gay y lésbico en EE. UU. Emmerich hizo su donación a favor del Outfest, la mayor donación de la historia del festival. En el 2007, en defensa de la comunidad LGBT, celebró una recaudación de fondos en su casa de Los Ángeles para la candidatura presidencial de Hilary Clinton al Partido Demócrata de los Estados Unidos.
Emmerich está a favor de la campaña para que los dobles tengan reconocimiento en los Premios Óscar, y ha trabajado en aumentar la concienciación sobre el calentamiento global. Se lo conoce como un fumador que puede llegar a fumar cuatro paquetes al día; Emmerich suele incluir en sus filmes personajes que intentan dejar de fumar o que advierten de los peligros del tabaco. Junto con varias celebridades, es productor de The 1 Second Film, un proyecto sin fines lucrativos pro los derechos de la mujer en los países en vías de desarrollo.

## Filmografía
- Das Arche Noah Prinzip (1984, Alemania Occidental) – director, escritor
- Joey, también conocida como El secreto de Joey en España, o Making Contact (1985, Alemania Occidental) – director, coescritor
- Hollywood Monster, también conocida como Ghost Chase (1987, Alemania Occidental) – director, productor, coescritor
- Moon 44 (1990, Alemania Occidental) – director, productor, coescritor
- Eye of the Storm (1991) – productor ejecutivo
- Soldado Universal (1992) – director
- The High Crusade (1994) – productor
- Stargate (1994) – director, coescritor
- Independence Day (1996) – director, productor ejecutivo, coescritor
- The Visitor (Serie de TV) (1997) – creador, productor ejecutivo
- Godzilla (1998) – director, productor ejecutivo, coescritor
- The Thirteenth Floor (1999) – productor
- El patriota (2000) – director, productor ejecutivo
- Eight Legged Freaks (2002) – productor ejecutivo
- The Day After Tomorrow (2004) – director, productor, coescritor
- Trade (2007) – productor
- 10 000 a. C. (2008) – director, productor, coescritor
- Isobar (2008) – productor, coescritor
- 2012 (2009) - director, coescritor
- Anonymous (2011) – director
- White House Down (2013) – director
- Stonewall (2015) - director
- Independence Day: Resurgence (2016) - director, guionista
- Midway (2019) - director, productor
- Moonfall (2022) - director, guionista

## Marcas características de Emmerich
- En algunas de sus películas se muestran familias separadas, como por ejemplo Independence Day, El Patriota y White House Down.

- En películas como Stargate (1994), Independence Day (1996), 2012 (2009) o Moonfall (2022), siempre hay un personaje que cree que todo es una teoría de la conspiración.

- En algunas de sus películas hay desastres que acaban o ponen en peligro a la humanidad, como extraterrestres (Independence Day), monstruos (Godzilla), catástrofes ambientales (The Day After Tomorrow), predicciones apocalípticas (2012) y fuerzas extrañas (Moonfall).

- Utiliza frecuentemente repartos corales en películas como Independence Day o 2012.

- En Independence Day, The Day After Tomorrow y 2012, la primera catástrofe ocurre en Los Ángeles.

- En muchas de sus películas, el presidente toma un nivel de protagonismo (excepto en The Day After Tomorrow).

- Algunas de sus películas del género de catástrofe ocurren principalmente en Nueva York, Aunque la única excepción está en 2012.

- El color azul es predominantemente en casi todas sus películas.

- Los televisores toman un mayor protagonismo en sus películas, ya que informan de lo sucedido en cuanto al desastre.

- Algunas de sus películas ocurren en el pasado (10 000 a. C., El patriota y Midway), mientras que otras ocurren en el futuro (2012 y Soldado Universal).

- Frecuentemente trabaja con el compositor Harald Kloser, encargado de la orquesta musical.

- En algunas de sus películas se ve una imagen del planeta Tierra desde un ángulo a la mitad. Entre esto están The Day of Tomorrow y 2012.

- La fuerza aérea aparece mucho en las escenas de acción, siempre con un resultado desastroso en casi todas sus películas, exceptuando los films Anonymous (2011) y 10.000 B.C (2008).

- En varias de sus películas se ve un primer plano de algún perro escapando de un peligro inminente, como en Independence Day: el perro escapa del fuego de una explosión, en The Day After Tomorrow: a diferencia de la anterior, un perro escapa de ser congelado, y en 2012: el perro de Tamara casi no logra entrar en una de las arcas.

- En algunas de sus películas, como The Day After Tomorrow e Independence Day, salen protagonistas regando plantas con vaporizador.

- Muestra a personas hablando por teléfono o celular y se cortan las llamadas.

- En muchas de sus películas se suele mostrar una escena en la que la Casa Blanca es destruida.

- En Independence Day el presidente de los Estados Unidos, interpretado por Bill Pullman, pilota un caza para luchar contra los extraterrestres. Alguien informa solemnemente: "el presidente está en el aire".

- En White House' Down hay una autorreferencia cómica a Independence Day, cuándo un guía turístico en la Casa Blanca les informa a un grupo de niños que usaron un modelo a escala para la película de 1996.

- Ha trabajado con actores que consagraron sus carreras en sus películas como Will Smith, Jake Gyllenhaal, James Spader o Heath Ledger.

- Ha trabajado con dos parejas de hermanos: Dennis Quaid (The Day of Tomorrow) y Randy Quaid (Independence Day) y Maggie Gyllenhaal (White House Down) y Jake Gyllenhaal (The Day of Tomorrow).